# كلوي غرايس موريتز
كلوي غرايس موريتز (بالإنجليزية: Chloë Grace Moretz) (من مواليد 10 فبراير 1997) هي ممثلة أمريكية بارزة، حازت على جوائز عديدة بما في ذلك أربع جوائز إم تي في للأفلام وجائزتي زحل وجوائز خيار الشعب. بدأت مسيرتها في التمثيل منذ الطفولة، وظهرت في أفلام مثل رعب إيميتيفيل، ومسلسل ربات بيوت يائسات، وفيلم كيك-آس، حيث أدت دور Hit-Girl الذي نال إعجاب النقاد. واصلت نجاحها من خلال مشاركتها في أفلام مثل هيوغو للمخرج مارتن سكورسيزي، وكاري، وغيوم سيلس ماريا، وإذا بقيت.
في عام 2016، قررت مراجعة اختياراتها الفنية وتخلّت عن بعض المشاريع البارزة. تشمل أدوارها الأحدث أفلامًا مثل سوء تعليم كاميرون بوست، وظل في السحاب، إضافة إلى أداء أصوات في أفلام عائلة آدامز، ونيمونا. كما شاركت في مسرحية The Library خارج برودواي.

## وقت مبكر من الحياة
ولدت موريتز في أتلانتا، جورجيا، ونشأت في كارترزفيل. والدتها، تيري ديوك، كانت ممرضة، بينما كان والدها، الدكتور ماكوي "ماك" موريتز (1957–2021)، جراح تجميل ووريث شركة موريتز للجوارب، التي اشتراها في عام 2011 بقيمة 350 مليون دولار. لديها أربعة إخوة أكبر: براندون، وتريفور، وكولين، وإيثان. فقدت أختها الكبرى، كاثلين، بعد الولادة بفترة وجيزة. وصفت عائلتها بأنها متدينة جدًا، وتحديدًا من المذهب المعمداني الجنوبي. انتقلت إلى نيويورك في عام 2002 برفقة والدتها وشقيقها تريفور، الذي قُبل في مدرسة الفنون المسرحية المهنية، وهو ما شجّع اهتمامها بالتمثيل، حيث كانت تساعد تريفور في قراءة النصوص.

## حياة مهنية

### 2004–2016: الأدوار المبكرة والانطلاقة
كان أول دور تمثيلي لكلوي غريس موريتز هو دور فيوليت في مسلسل ذا غارديان على قناة سي بي إس، بينما بدأت مسيرتها السينمائية بدور مولي في قلب الناظر. حققت شهرة أكبر مع دورها في إعادة إنتاج فيلم رعب إيميتيفيل عام 2005، الذي حصلت بسببه على ترشيح لجائزة الفنان الصغير.
توالت أدوارها التلفزيونية والسينمائية، حيث شاركت في أعمال مثل منزل بيغ ماما 2، وظهرت بشخصيات متكررة في ديرتي سيكسي ماني وربات بيوت يائسات. كما أدت صوت شخصية داربي في ماي فريندز تيجر آند بوه، وظهرت في ذا بوكر هاوس بدور كامي، الطفلة المعنفة.
في عام 2008، كانت جزءًا من فيلم الرسوم المتحركة بولت ، ثم تألقت في عام 2010 بدور Hit-Girl في فيلم كيك-آس، حيث أثبتت موهبتها بفضل تدريبها المكثف. رغم جدل دورها في الفيلم العنيف، حصلت على إشادة نقدية كبيرة. في نفس العام، لعبت دور آبي، مصاصة الدماء، في فيلم دعني ادخل.

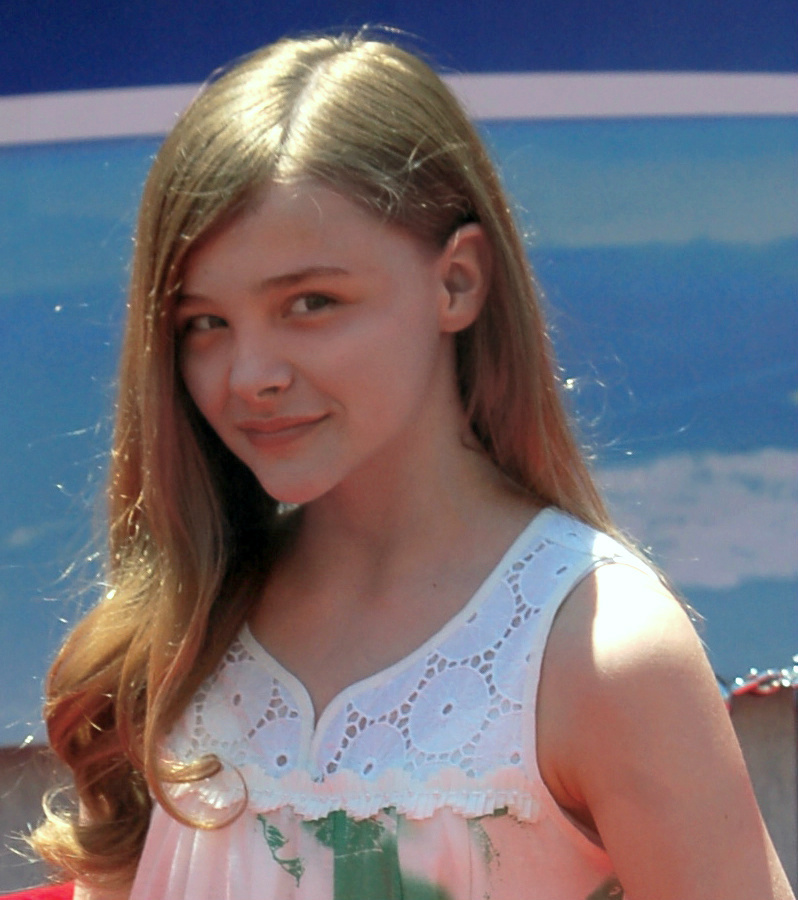
موريتز في العرض الأول لفيلم الأرض في الولايات المتحدة عام 2009

تابعت مسيرتها بأدوار مميزة في تكساس كيلينغ فيلدز (2011) وهيوغو، الذي أخرجه مارتن سكورسيزي، حيث لعبت دور إيزابيل. كما شاركت في فيلم الظلال الداكنة عام 2012، تجسد فيه دور كارولين ستودارد، الفتاة المراهقة المتمردة.
في عام 2013، أعادت كلوي غريس موريتز تمثيل دورها كفتاة هيت في تكملة كيك-آس 2، وظهرت أيضًا في جزء قصير من فيلم 43، ولعبت الدور الرئيسي في كاري، وهو إعادة إنتاج للفيلم الكلاسيكي عام 1976، من إخراج كيمبرلي بيرس.

كلوي في دور هيت غيرل في فيلم كيك-آس 2

قامت موريتز أيضًا بعمل صوتي في ألعاب الفيديو، حيث أعادت تمثيل دورها كفتاة هيت في كيك آيس: ذا غيم، ولعبت دور السيدة الشابة إميلي في لعبة ديسونرد. عندما سُئلت عن سبب ميلها للعب شخصيات مظلمة ومضطربة، أوضحت أنها تعيش حياة أسرية سعيدة، مما يجعل من الصعب عليها التكيف مع شخصيات بعيدة عن واقعها.

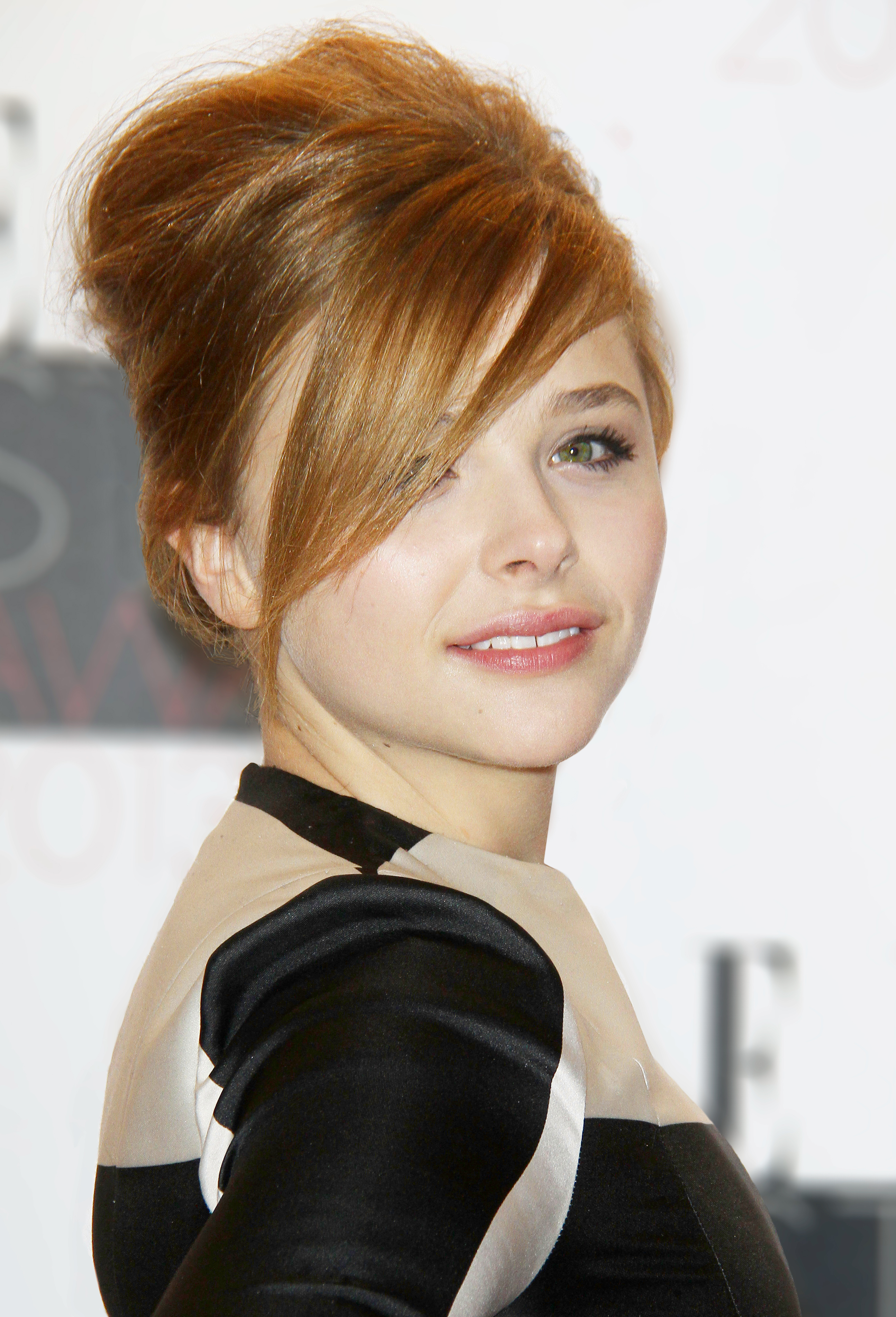
موريتز في حفل توزيع جوائز إيل ستايل لعام 2013

بين 25 مارس و27 أبريل 2014، ظهرت لأول مرة خارج برودواي في مسرحية ذا لايبراري التي أخرجها ستيفن سودربيرغ.
في عام 2014، لعبت موريتز دور ميا في إذا بقيت. حصل الفيلم على تقييمات نقدية مختلطة، لكنه نال إشادة خاصة لأداء موريتز القوي. لاحقًا، شاركت في فيلم الموجة الخامسة 2016 المقتبس عن رواية ريك يانسي، حيث تمت الإشادة بأدائها الذي أضفى الحياة على شخصية كاسي سوليفان.

### 2016–2019: إعادة التقييم
في أبريل 2016، تم اختيار كلوي غريس موريتز كعضو في لجنة تحكيم مسابقة الأفلام القصيرة في مهرجان تريبيكا السينمائي، إلى جانب مايك بيربيجليا وشايلا نيفينز. في نفس العام، شاركت في بطولة فيلم جيران 2: صعود نادي الفتيات مع زاك إيفرون وسيث روغن، وتصدرت فيلم الدراما برين أون فاير المقتبس من مذكرات سوزانا كاهالان.
في نوفمبر 2015، كانت موريتز مرتبطة بفيلم ذا مودرن أوشن لشين كاروث، والذي يضم آسا باترفيلد وآنا هاثاواي ودانيال رادكليف وكيانو ريفز. كما تم الإعلان عن دورها في النسخة الحية من حورية البحر، لكن موريتز انسحبت لاحقًا من هذا المشروع. في مقابلة عام 2016، صرحت أنها انسحبت من جميع المشاريع غير المنتجة، مشيرة إلى رغبتها في إعادة تقييم مسيرتها وأدوارها.
في عام 2017، شاركت في فيلم مجرمو نوفمبر مع أنسيل إلغورت، ولعبت دور البطولة في أحبك يا أبي، الذي عُرض لأول مرة في مهرجان تورنتو السينمائي. بعد اتهامات سوء السلوك ضد مخرج الفيلم لويس سي كيه، ألغت شركة الوسائط إصدار الفيلم، وأعربت موريتز عن دعمها لحركة أنا أيضا.
في عام 2018، ظهرت في فيلم سوء تعليم كاميرون بوست، الذي تلقى إشادة نقدية وحقق نجاحًا في مهرجان صندانس السينمائي. تلا ذلك دورها في فيلم الرعب صاسبيريا، وهو إعادة إنتاج لفيلم عام 1977، والذي عُرض في مهرجان البندقية. كما لعبت دور البطولة في غريتا 2019، الذي عُرض لأول مرة في مهرجان تورنتو السينمائي 

### 2019–حتى الآن: التركيز على الأدوار المتحركة
في عام 2019، شاركت كلوي غريس موريتز في فيلم الرسوم المتحركة عائلة آدامز، حيث قدمت صوت شخصية وينزداي آدامز. الفيلم حصل على آراء متباينة من النقاد. في عام 2021، ظهرت في فيلم توم وجيري، وشاركت أيضًا في فيلم الرعب والإثارة ظل في السحاب من إخراج روزان ليانغ. كما عادت لأداء صوت وينزداي آدامز في الجزء الثاني من عائلة آدامز 2. تولت دور البطولة في أول فيلم يخرجه ماتسون توملين، وهو الأم والآلة. أيضًا، ظهرت في دور البطولة في مسلسل المحيطي على أمازون برايم فيديو، والذي يستند إلى رواية ويليام جيبسون التي تحمل نفس الاسم.
في عام 2021 أيضًا، قامت موريتز بالإنتاج التنفيذي لسلسلة سناب شات من ستة أجزاء تحت عنوان *الخروج*، التي تسلط الضوء على الشباب من مجتمع الميم. تعليقًا على السلسلة، صرحت في مقابلة مع ذا أدفوكيت.«أنها تأمل أن تساهم السلسلة في إنقاذ الأرواح من خلال مشاركة تجارب الخروج الفردية والمتنوعة».
في يونيو 2023، أدت صوت الشخصية الرئيسية في فيلم الرسوم المتحركة نيمونا، والذي تم إصداره على نتفليكس.

### موضة
شاركت كلوي غريس موريتز في جلسات تصوير متنوعة لمجلات مرموقة مثل فلاونت وفوغ وفوج للمراهقين وجالو وماري كلير وإنترفيو وإل وحب وكراش ماغازين وإن ستايل. كما كانت ضيفة بارزة في عدة أحداث أزياء راقية، مثل عرض ديور لموسم الربيع/الصيف 2013 في أسبوع الموضة في باريس.
في عام 2012، حصلت على لقب "ماكس مارا وجه المستقبل" من علامة ماكس مارا. كما أصبحت أيضًا وجه بائع الملابس الشبابية الأمريكي أيروبوستال، حيث شاركت في فعاليات ومقاطع فيديو دعائية. في فبراير 2013، منحتها مجلة إل جائزة
"جائزة أيقونة المستقبل القادمة" خلال حفل توزيع جوائز إيل ستايل الذي أقيم في لندن.

## الحياة الشخصية
تقيم موريتز في ستوديو سيتي، لوس أنجلوس. يعمل شقيقها براندون كمدير أعمال لها، بينما يتولى شقيقها تريفور تدريبها في التمثيل منذ عام 2010، ويرافقها في الرحلات والمواعيد الصحفية عندما لا يتمكن والداها من الحضور. تُعتبر موريتز من مشجعي فريق نيويورك آيلاندرز في دوري الهوكي الوطني.
في ديسمبر 2014، أكدت موريتز أنها كانت تواعد عارض الأزياء والمصور الإنجليزي بروكلين بيكهام. كما حضرت المؤتمر الوطني الديمقراطي لعام 2016 مع بيكهام لدعم هيلاري كلينتون. في أغسطس 2018، أعلنت عن انفصالها بعد علاقة متقطعة استمرت أربع سنوات. منذ عام 2018، ارتبطت موريتز عاطفيًا بالعارضة كيت هاريسون، وأكدت أنها في علاقة طويلة الأمد اعتبارًا من عام 2023.

## النشاط
دعمَت كلوي غريس موريتز المساواة بين المثليين بشكل علني، حيث لديها شقيقان مثليان. في البداية، حاول شقيقاها "الصلاة لإبعاد المثليين" كوسيلة لإرضاء مجتمعهما. تعرف موريتز نفسها بأنها نسوية، وقد رفضت أدوارًا سينمائية تعتبرها جنسية بشكل واضح. على سبيل المثال، قامت بدور عاهرة مراهقة في فيلم المعادل (2014) لأن شخصيتها "شعرت أنها حقيقية جدًا"، وليس "أداة مؤامرة".
في أكتوبر 2014، تم اختيار موريتز كواحدة من أكثر 25 مراهقًا تأثيرًا في العام من قبل مجلة تايم.
في عام 2016، أعربت عن دعمها للمرشحة الرئاسية الديمقراطية هيلاري كلينتون، حيث ظهرت كمتحدثة في المؤتمر الوطني الديمقراطي وشجعت الشباب على التصويت، معبرة عن إشادتها بكلينتون في العرض الكوري الجنوبي الرجال الذين يسببون المشاكل.

## أعمالها

### أفلام
| سنة  | عنوان                                                 | دور                    | ملاحظات   |
| ---- | ----------------------------------------------------- | ---------------------- | --------- |
| 2005 | Heart of the Beholder                                 | مولي                   |           |
| 2005 | The Amityville Horror                                 | تشيلسي وتز             |           |
| 2005 | Today You Die                                         | فتاة مستشفى سانت توماس |           |
| 2006 | Big Momma's House 2                                   | كاري فولر              |           |
| 2006 | Room 6                                                | ميليسا نورمان          |           |
| 2006 | Wicked Little Things                                  | Emma Tunny             |           |
| 2007 | Pooh's Super Sleuth Christmas Movie                   | داربي                  | دور صوتي  |
| 2007 | Hallowed Ground                                       | سابرينا                |           |
| 2008 | The Third Nail                                        | هيلي                   |           |
| 2008 | The Eye                                               | أليسيا                 |           |
| 2008 | My Friends Tigger & Pooh's Friendly Tails             | داربي                  | دور صوتي  |
| 2008 | The Poker House                                       | كامي                   |           |
| 2008 | My Friends Tigger & Pooh: The Hundred Acre Wood Haunt | داربي                  | دور صوتي  |
| 2008 | بيني الصغيرة                                          | دور صوتي               |           |
| 2009 | (500) Days of Summer                                  | راتشيل هانسن           |           |
| 2009 | Not Forgotten                                         | توبي بيشوب             |           |
| 2009 | Tigger & Pooh and a Musical Too                       | داربي                  | دور صوتي  |
| 2010 | Jack and the Beanstalk                                | جوليان                 |           |
| 2010 | Diary of a Wimpy Kid                                  | انجي ستيدمان           |           |
| 2010 | Kick-Ass                                              | هيت جيلر/ميندي مكريدي  |           |
| 2010 | Let Me In                                             | آبي                    |           |
| 2011 | Our Deal                                              | فيرونيكا               | فيلم قصير |
| 2011 | Hick                                                  | لولي ماكمولين          |           |
| 2011 | Texas Killing Fields                                  | ليتل آن سليجر          |           |
| 2011 | Hugo                                                  | ايزابيل                |           |
| 2011 | Scary Girl                                            | إيند                   | فيلم قصير |
| 2012 | Dark Shadows                                          | كارولين ستودارد        |           |
| 2013 | Movie 43                                              | أماندا                 |           |
| 2013 | Kick-Ass 2                                            | هيت جيلر/ميندي مكريدي  |           |
| 2013 | Carrie                                                | كاري وايت              |           |
| 2013 | Girl Rising                                           | الراوي                 | وثائقي    |
| 2014 | Laggies                                               | أنيكا                  |           |
| 2014 | The Equalizer                                         | تيري                   |           |
| 2014 | إذا بقيت                                              | ميا                    |           |
| 2015 | أماكن مظلمة                                           | ديوندرا                |           |
| 2016 | الموجة الخامسة the neighbors 2                        | كاسي سوليفان           |           |
| 2021 | توم وجيري                                             | كايلا                  |           |
| 2021 | الأم والآلة                                           | جورجيا أولسن           |           |

### تلفزيون
| سنة     | عنوان                    | دور            | ملاحظات                                                          |
| ------- | ------------------------ | -------------- | ---------------------------------------------------------------- |
| 2004    | The Guardian             | فايلوت         | حلقتي: "The Watchers" ،"Blood In, Blood Out"                     |
| 2005    | Family Plan              | تشارلي الصغيرة | فيلم تلفزيوني                                                    |
| 2005    | My Name Is Earl          | كاندي ستوكر    | حلقة: "Broke Joy's Fancy Figurine"                               |
| 2006    | The Emperor's New School | فوري           | دور صوتي حلقة "Kuzcogarten/Evil and Eviler"                      |
| 2006–07 | Desperate Housewives     | شيري           | حلقتي: "The Miracle Song" ،"Come Play Wiz Me"                    |
| 2007–08 | Dirty Sexy Money         | كيكي جورج      | 7 حلقات                                                          |
| 2007–09 | Kiki George              | داربي          | دور صوتي                                                         |
| 2007    | The Cure                 | إميلي          | فيلم تلفزيوني                                                    |
| 2011–13 | 30 Rock                  | Kaylie Hooper  | حلقات: "TGS Hates Women" ،"Standards and Practices" ،"Game Over" |
| 2012    | Punk'd                   | نفسها          | حلقة: "Dax Shepard"                                              |
| 2022    | the peripheral           | فلين فيشر      | فيلم تلفزيوني                                                    |

## الجوائز والترشيحات
| عام  | الجائزة                                                                              | العمل المرشح             | النتيجة     |
| ---- | ------------------------------------------------------------------------------------ | ------------------------ | ----------- |
| 2006 | جائزة الفنان الصغير لأفضل آداء في فيلم طويل - للممثلات الصغيرات من العاشرة وما تحتها | The Amityville Horror    | رشحت        |
| 2007 | جائزة الفنان الصغير لأفضل آداء في فيلم طويل - للممثلات الصغيرات من العاشرة وما تحتها | Big Momma's House 2      | رشحت        |
| 2007 | جائزة الفنان الصغير لأفضل آداء في مسلسل تلفزيوني - ممثلة صغيرة كـ ضيف                | Desperate Housewives     | رشحت        |
| 2008 | جائزة الفنان الصغير لأفضل آداء بدور صوتي                                             | My Friends Tigger & Pooh | رشحت        |
| 2008 | جائزة الفنان الصغير لأفضل آداء في مسلسل تلفزيوني - ممثلة صغيرة متكررة                | Dirty Sexy Money         | رشحت        |
| 2010 | جائزة الفنان الصغير لأفضل آداء في فيلم طويل - ممثلة مساعدة                           | (500) Days of Summer     | رشحت        |
| 2010 | جائزة اختيارات المراهقين لاختيارات الأفلام : الأكثر شعبية لعام 2010                  | كيك-آس                   | رشحت        |
| 2010 | جائزة الصيحة لأفضل ممثلة خيالية                                                      | كيك-آس                   | رشحت        |
| 2010 | جائزة الصيحة لأفضل بطولة                                                             | كيك-آس                   | رشحت        |
| 2010 | جائزة الصيحة لأفضل أداء لممثلة                                                       | كيك-آس                   | فازت        |
| 2011 | جائزة الفنان الصغير لأفضل بطولة لممثلة صغيرة في فيلم طويل                            | كيك-آس                   | ترشحت       |
| 2011 | جائزة إم تي في للأفلام لأفضل أداء                                                    | كيك-آس                   | فازت        |
| 2011 | جائزة إم تي في للأفلام لأفضل بطولة                                                   | كيك-آس                   | فازت        |
| 2011 | جائزة إم تي في للأفلام لفضل قتال (تشاركتها مع مارك سترونج)                           | كيك-آس                   | ترشحت       |
| 2011 | جائزة جمعية نقاد السينما                                                             | Kick-Ass ودعني ادخل      | ترشحت       |
| 2011 | جائزة الإمبراطورية لأفضل ممثلة جديدة                                                 | Kick-Ass ودعني ادخل      | فازت        |
| 2011 | جائزة الصيحة لأفضل أداء لممثلة أفلام مرعبة                                           | فازت                     |             |
| 2011 | جائزة ساتورن لأفضل أداء لممثلة صغيرة                                                 | فازت                     |             |
| 2011 | جائزة الفنان الصغير لأفضل أداء في فيلم طويل                                          | ترشحت                    |             |
| 2011 | جائزة الفنان الصغير لأفضل أداء في فيلم طويل                                          | Diary of a Wimpy Kid     | فازت        |
| 2012 | جائزة اختيارات الناس لأفضل نجم أفلام تحت 25                                          | Hugo                     | فازت        |
| 2012 | جائزة CinemaCon BSA لجائزة نجمة من الغد                                              | Hugo                     | فازت        |
| 2012 | جائزة الفنان الصغير لأفضل بطولة لممثلة صغيرة في فيلم طويل                            | Hugo                     | فازت        |
| 2012 | جائزة ساتورن لأفضل أداء لممثلة صغيرة                                                 | Hugo                     | ترشحت       |
| 2012 | جوائز النساء في كرستالة السينما لأفضل وجه من المستقبل                                |                          | فازت        |
| 2013 | جائزة ساتورن لأفضل أداء لممثلة صغيرة                                                 | Dark Shadows             | في الانتظار |

## وصلات خارجية
- كلوي غرايس موريتز على موقع IMDb (الإنجليزية)
- كلوي غرايس موريتز على موقع ميتاكريتيك (الإنجليزية)
- كلوي غرايس موريتز على موقع ميتاكريتيك (الإنجليزية)
- كلوي غرايس موريتز على موقع روتن توميتوز (الإنجليزية)
- كلوي غرايس موريتز على موقع قاعدة بيانات الأفلام العربية
- كلوي غرايس موريتز على موقع ألو سيني (الفرنسية)
- كلوي غرايس موريتز على موقع ميوزك برينز (الإنجليزية)
- كلوي غرايس موريتز على موقع تيرنر كلاسيك موفيز (الإنجليزية)
- كلوي غرايس موريتز على موقع أول موفي (الإنجليزية)
- كلوي غرايس موريتز على موقع بوكس أوفيس موجو (الإنجليزية)